# Quatre de Norfolk
Les Quatre de Norfolk (en anglais : Norfolk Four) sont quatre hommes — Derek Tice, Danial Williams, Joseph J. Dick Jr. et Eric C. Wilson — condamnés en 1999 pour le viol et le meurtre de Michelle Moore-Bosko en 1997 à Norfolk, en Virginie.
Les condamnations étaient contestables car les quatre hommes ont avoué sous la menace de la peine de mort s'ils ne plaidaient pas coupables. Des organisations telles que l'Innocence Project ont protesté contre ces condamnations prétextant une erreur judiciaire. Dans l'enquête, un cinquième homme, Omar Ballard, a également été reconnu coupable du crime et condamné. Ce dernier est le seul dont l'ADN correspond à celui retrouvé sur les lieux du crime.Il a avoué avoir commis le crime seul.
Un juge fédéral a statué en 2016 que les Quatre de Norfolk étaient innocents.